# JEWELS 1st RING
JEWELS 旗揚げ戦（ジュエルス はたあげせん、別名JEWELS 1st RING）は、日本の女子総合格闘技団体「JEWELS」の大会の一つ。2008年（平成20年）11月16日、東京都新宿区歌舞伎町の新宿FACEで開催された。
「JEWELS 旗揚げ戦」として開催されたが、公式サイトでは、「JEWELS 2nd RING」以降の大会名称に合わせる形で「JEWELS 1st RING」と表記される場合もある。

## 大会概要
新団体のメインイベントは秒殺女王藤井惠を差し置いての石岡沙織 vs. 長野美香という若手選手同士の試合となり、石岡が判定勝ちを収めた。

## 試合結果

### オープニングファイト
オープニングファイト第1試合 JEWELSアマチュアルール -55kg契約 5分1R
○  大矢裕子 vs.  小澤深岬 ×
1R 4:03 腕ひしぎ十字固め
オープニングファイト第2試合 JEWELSアマチュアルール -54kg契約 5分1R
○  富田里奈 vs.  MIKI ×
1R 1:25 腕ひしぎ十字固め
オープニングファイト第3試合 JEWELSアマチュアルール -60kg契約 5分1R
○  SHIHO vs.  真由 ×
1R 2:41 KO（パンチ連打）

### 本戦カード
第1試合 JEWELS公式ルール -60kg契約 5分2R
○  杉山しずか vs.  HARUMI ×
1R 2:55 スリーパーホールド
第2試合 JEWELS公式ルール -48kg契約 5分2R
○  石川菊代 vs.  山田純琴 ×
1R 1:02 三角絞め
第3試合 JEWELS公式ルール -48kg契約 5分2R
○  Sachi vs.  金子和美 ×
1R 4:34 TKO（腕ひしぎ十字固め）
第4試合 JEWELS公式ルール -49kg契約 5分2R
○  瀧本美咲 vs.  吉田正子 ×
2R終了 判定3-0
第5試合 JEWELS公式ルール -66kg契約 5分2R
○  赤野仁美 vs.  HARI ×
1R 0:38 腕ひしぎ十字固め
第6試合 JEWELS公式ルール 無差別契約 5分2R
○  HIROKO vs.  超弁慶 ×
2R終了 判定3-0
第7試合 JEWELS公式ルール -58kg契約 5分2R
○  藤井惠 vs.  森居知子 ×
1R 1:05 腕ひしぎ十字固め
第8試合 メインイベント JEWELS公式ルール -52kg契約 5分2R
○  石岡沙織 vs.  長野美香 ×
2R終了 判定3-0